# Justicia tanalensis
Justicia tanalensis är en akantusväxtart som beskrevs av Spencer Le Marchant Moore. Justicia tanalensis ingår i släktet Justicia och familjen akantusväxter. Inga underarter finns listade i Catalogue of Life.